# Bundesregierung (Österreich)
In Österreich ist gemäß Bundes-Verfassungsgesetz die Bundesregierung neben dem Bundespräsidenten eines der obersten Organe der Bundesverwaltung. In ihrer Gesamtheit ist sie ein Kollegialorgan, das durch Beschlüsse entscheidet. Ihre Mitglieder sind der Bundeskanzler, der Vizekanzler und die Bundesminister. Die im Zusammenhang mit der Regierung oft genannten Staatssekretäre sind formal nicht Regierungsmitglieder, sondern Hilfsorgane der Minister, ebenso die Kabinettschefs. Nicht alle Minister leiten auch ein Ministerium.

## Funktion und Stellung im politischen System

### Ernennung und Entlassung
Die Bundesregierung wird seit 1929 vom Bundespräsidenten ernannt (bis dahin wurde sie seit 1920 vom Nationalrat gewählt), wobei er bei der Ernennung des Bundeskanzlers an keine rechtlichen Vorgaben gebunden ist. Bei der Ernennung der übrigen Mitglieder der Bundesregierung ist er auf den Vorschlag des Bundeskanzlers angewiesen (wobei er die Ernennung jedoch verweigern kann). Mit ihrer Ernennung und Angelobung ist die Regierung unmittelbar voll funktionsfähig. Eine gesonderte Bestätigung durch den Nationalrat ist nicht erforderlich. Da jedoch der Bundespräsident infolge eines Misstrauensvotums des Nationalrats verpflichtet wäre, die Bundesregierung zu entlassen, sind die parlamentarischen Mehrheitsverhältnisse bei ihrer Ernennung von ausschlaggebender Bedeutung. (Bei Nationalratswahlen pflegen die Parteien ihre Spitzenkandidaten als künftige Bundeskanzler zu bewerben; dies stellt sich in der Realität je nach Wahlergebnis als Vorgabe für den Bundespräsidenten dar.)
Von dieser rechtlichen Verpflichtung abgesehen, kann der Bundespräsident den Bundeskanzler oder die gesamte Bundesregierung jederzeit entlassen. (Dies wäre allerdings nur sinnvoll, wenn der Bundespräsident sicher sein kann, dass die von ihm angepeilte Alternative vom Nationalrat akzeptiert wird.) Die Entlassung einzelner Mitglieder der Bundesregierung ist wie ihre Ernennung an den Vorschlag des Kanzlers gebunden und findet formal auch dann statt, wenn Minister von sich aus ihren Rücktritt erklären.

### Rechtsstellung der Bundesregierung

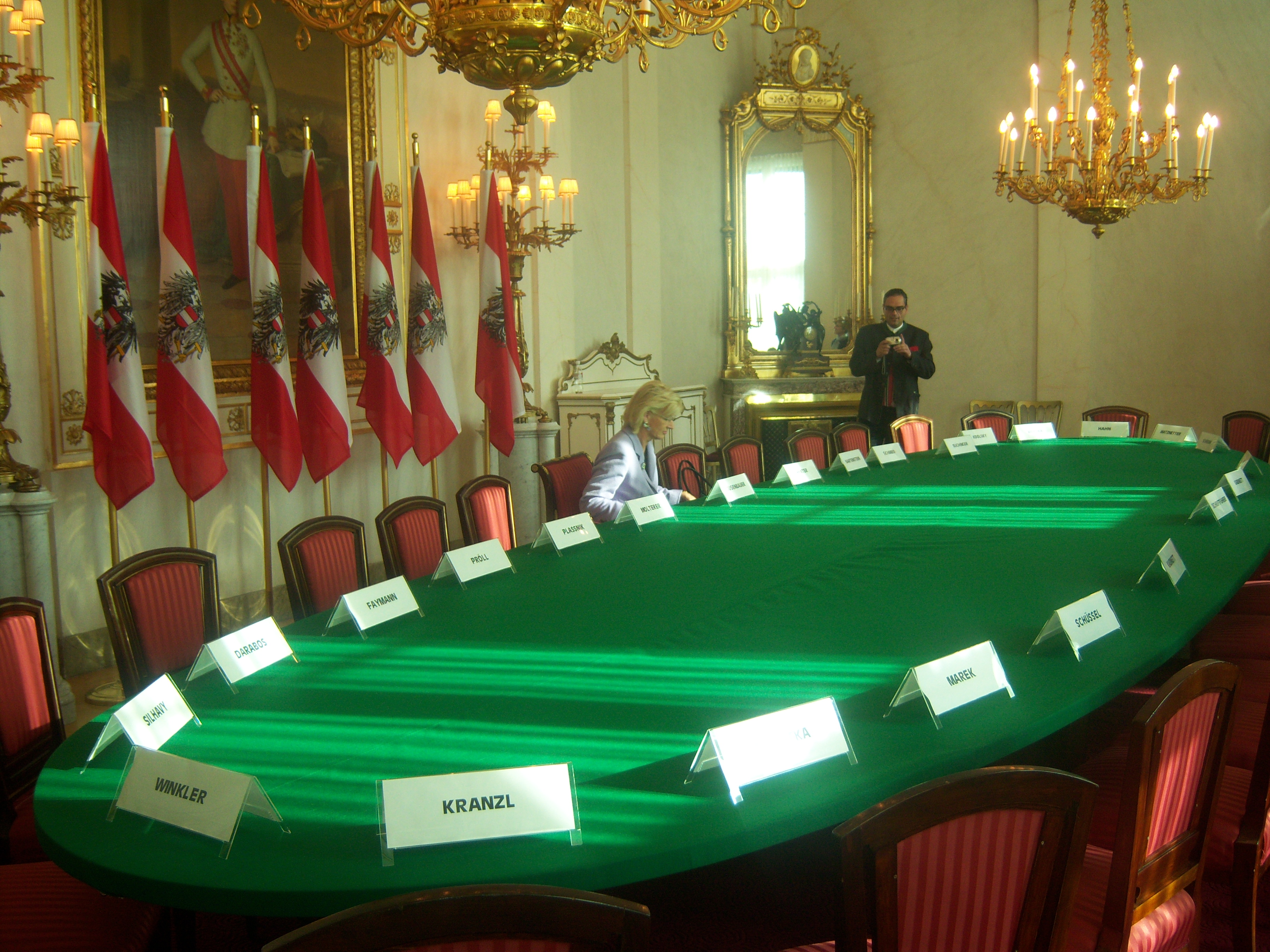
Sitzungssaal des Ministerrates

Die Bundesregierung ist in ihrem Wirkungsbereich eine als Kollegial- oder Gesamtorgan eingerichtete Verwaltungsbehörde. Zur Beschlussfassung tritt sie im Ministerrat zusammen, seit September 1997 ist zur Beschlussfähigkeit die Anwesenheit von mindestens der Hälfte der Mitglieder der Bundesregierung erforderlich (Art. 69 Abs. 3 Bundes-Verfassungsgesetz). Obwohl dies ursprünglich rechtlich nicht gesondert festgelegt war, mussten schon in der politischen Praxis Beschlüsse einstimmig getroffen werden; dies entsprach der höchstgerichtlichen Rechtsprechung des Verwaltungsgerichtshofs. In Hinblick auf diese Konventionalregel stellte Staatskanzler Karl Renner 1945 zwei kommunistischen Regierungsmitgliedern, die einen Beschluss nicht mittragen wollten, den Austritt aus der Regierung anheim, worauf diese keinen Einspruch mehr erhoben.
Im Zusammenhang mit der COVID-19-Pandemie wurde Art. 69 Abs. 3 B-VG im März 2020 abgeändert: Einerseits wurde das Einstimmigkeitsprinzip nun verfassungsrechtlich festgeschrieben, wobei weiterhin (nunmehr dezidiert „in persönlicher Anwesenheit“) mehr als die Hälfte ihrer Regierungsmitglieder zur Beschlussfassung anwesend sein müssen. Andererseits wurde die Möglichkeit geschaffen, Beschlüsse im Umlaufverfahren zu fassen; befristet war dies auch (nach einer Verlängerung) bis zum 30. Juni 2023 im Wege einer Videokonferenz möglich.

### Rechtsstellung der Regierungsmitglieder
Der österreichische Bundeskanzler ist Vorsitzender der Bundesregierung (im Sinne eines primus inter pares). Eine formale Richtlinienkompetenz oder ein Weisungsrecht des Regierungschefs gegenüber den Ministern sieht das österreichische Regierungssystem nicht vor. Seine Rechtsstellung innerhalb der Bundesregierung wird jedoch durch sein Vorschlagsrecht bei der Ernennung und Entlassung ihrer einzelnen Mitglieder gestärkt. Seine politische Stellung hängt davon ab, ob er die Alleinregierung einer Partei führt oder auf seine Koalitionspartner Rücksicht nehmen muss.
Neben dem Bundespräsidenten und der Bundesregierung in ihrer Gesamtheit gehören auch ihre einzelnen Mitglieder (d. h. Bundeskanzler, Vizekanzler sowie Bundesminister) zu den obersten Organen der Bundesverwaltung (monokratische Organe). Als solche sind sie selbst nur an Beschlüsse der Bundesregierung – repräsentiert im Ministerrat – gebunden, und ansonsten weisungsfrei, d. h. keinerlei Auftrag von wem immer unterworfen, und nur sie den ihnen untergeordneten Behörden gegenüber weisungsbefugt (Ressortprinzip). Nicht als rechtlicher, wohl aber als politischer Auftrag ist es zu verstehen, wenn der Nationalrat einen Bundesminister durch eine Entschließung dazu auffordert, in einem bestimmten Sinn tätig zu werden, z. B. einen Gesetzentwurf vorzulegen.
Zur Unterstützung in den Amtsgeschäften können den Bundesministern Staatssekretäre beigegeben werden, die als Hilfsorgane des jeweiligen Bundesministers fungieren und damit ihm gegenüber weisungsgebunden sind. Sie sind rechtlich keine Mitglieder der Bundesregierung, haben als solche auch kein Stimmrecht, nehmen jedoch an Regierungssitzungen teil. In Koalitionsregierungen werden Bundesministern nicht selten Staatssekretäre der jeweils anderen Regierungspartei beigegeben. In diesem Fall bleibt die Weisungsgebundenheit des Staatssekretärs Theorie; in der Praxis fungiert er quasi als politischer „Aufpasser“ der Partei, die das Ressort nicht führt.

## Ministerratsprotokolle
Die Ministerratsprotokolle, die als Archivgut im Österreichischen Staatsarchiv verwahrt sind, waren bis 2016 öffentlich nicht zugänglich. Seit der XXV. Regierungsperiode, beginnend mit dem Beschlussprotokoll des 10. Ministerrates vom 30. August 2016, sind die Protokolle online auf der Website des Bundeskanzleramtes veröffentlicht. Seit der XXVII. Regierungsperiode, beginnend mit der 1. Ministerratssitzung am 8. Jänner 2020, sind die Ministerratsprotokolle mit den Beschlussprotokollen und den zugehörigen Ministerratsvorträge samt Beilagen im Rechtsinformationssystem des Bundes (RIS) abrufbar.

## Bundesregierungen (Kabinette) der Republik
Siehe auch: Liste der Bundeskanzler der Republik Österreich

### Erste Republik (1918–1934) und Bundesstaat (1934–1938)
Staatsregierungen wurden 1918–1920 gewählt:
- Die Staatsregierung Renner I amtierte, von der Provisorischen Nationalversammlung Deutschösterreichs am 30. Oktober 1918 berufen, vom 31. Oktober 1918 bis zum 3. März 1919.
- Die am 16. Februar 1919 gewählte Konstituierende Nationalversammlung wählte am 4. März 1919 die Staatsregierung Renner II.
- Sie wählte weiters am 7. Juli 1920 die Staatsregierung Mayr I, die am Tag des In-Kraft-Tretens des Bundes-Verfassungsgesetzes der Republik am 10. November 1920 in die erste Bundesregierung überging.

Bundesregierungen bestanden vom 10. November 1920 (Inkrafttreten des Bundes-Verfassungsgesetzes, siehe Bundesregierung Mayr I) bis zum 13. März 1938 (Inkrafttreten des „Anschlusses“ an das Deutsche Reich)
Die Bundesregierung Dollfuß regierte vom 5. März 1933 an ohne Parlament, schaltete im Zusammenhang mit den Februarkämpfen am 12. Februar 1934 die Opposition aus und setzte am 1. Mai 1934 die autoritäre Verfassung des Bundesstaates Österreich in Kraft. Außerdem wurden alle Parteien neben der Vaterländischen Front (VF) als Einheitspartei verboten, sodass alle folgenden Regierungen formal VF-Regierungen waren.

### Zweite Republik (seit 1945)
Die Provisorische Staatsregierung Renner 1945 amtierte ohne parlamentarische Kontrolle vom 27. April 1945 (Österreichische Unabhängigkeitserklärung) bis zum 20. Dezember 1945 und bereitete die Nationalratswahl vom 25. November 1945 vor. Sie wurde von der Bundesregierung Figl I abgelöst, die vom 20. Dezember 1945 (dem Tag des vollen Inkrafttretens des Bundes-Verfassungsgesetzes (B-VG) nach dem Zweiten Weltkrieg) an amtierte.
| Bundesregierungen der Zweiten Republik       | Bundesregierungen der Zweiten Republik | Bundesregierungen der Zweiten Republik | Bundesregierungen der Zweiten Republik | Bundesregierungen der Zweiten Republik | Bundesregierungen der Zweiten Republik | Bundesregierungen der Zweiten Republik | Bundesregierungen der Zweiten Republik |
| Regierung                                    | Ernennung                              | Enthebung nach Rücktritt               | Betrauung gem. Art. 71 B-VG *) bis     | Dauer der Amtszeit                     | Wahltag **)                            | Dauer der Regierungs- bildung **)      | Koalition / Parteien                   |
| -------------------------------------------- | -------------------------------------- | -------------------------------------- | -------------------------------------- | -------------------------------------- | -------------------------------------- | -------------------------------------- | -------------------------------------- |
| Regierung Renner 1)                          | 27. Apr. 1945                          | 20. Dez. 1945                          | –                                      | 237 Tage (0,65 Jahre)                  | – 1)                                   | – 1)                                   | ÖVP – SPÖ – KPÖ                        |
| Regierung Figl I 2)                          | 20. Dez. 1945                          | 11. Okt. 1949                          | 8. Nov. 1949                           | 1419 Tage (3,89 Jahre)                 | 25. Nov. 1945                          | 25 Tage                                | ÖVP – SPÖ – KPÖ 2)                     |
| Regierung Figl II                            | 8. Nov. 1949                           | 28. Okt. 1952                          | –                                      | 1085 Tage (2,97 Jahre)                 | 9. Okt. 1949                           | 30 Tage                                | ÖVP – SPÖ                              |
| Regierung Figl III                           | 28. Okt. 1952                          | 25. Feb. 1953                          | 2. Apr. 1953                           | 156 Tage (0,43 Jahre)                  | –                                      | –                                      | ÖVP – SPÖ                              |
| Regierung Raab I                             | 2. Apr. 1953                           | 14. Mai 1956                           | 29. Juni 1956                          | 1184 Tage (3,24 Jahre)                 | 22. Feb. 1953                          | 39 Tage                                | ÖVP – SPÖ                              |
| Regierung Raab II                            | 29. Juni 1956                          | 12. Mai 1959                           | 16. Juli 1959                          | 1112 Tage (3,05 Jahre)                 | 13. Mai 1956                           | 47 Tage                                | ÖVP – SPÖ                              |
| Regierung Raab III                           | 16. Juli 1959                          | 3. Nov. 1960                           | –                                      | 476 Tage (1,30 Jahre)                  | 10. Mai 1959                           | 67 Tage                                | ÖVP – SPÖ                              |
| Regierung Raab IV                            | 3. Nov. 1960                           | 11. Apr. 1961                          | –                                      | 159 Tage (0,44 Jahre)                  | –                                      | –                                      | ÖVP – SPÖ                              |
| Regierung Gorbach I                          | 11. Apr. 1961                          | 20. Nov. 1962                          | 27. März 1963                          | 715 Tage (1,96 Jahre)                  | –                                      | –                                      | ÖVP – SPÖ                              |
| Regierung Gorbach II                         | 27. März 1963                          | 2. Apr. 1964                           | –                                      | 372 Tage (1,02 Jahre)                  | 18. Nov. 1962                          | 129 Tage                               | ÖVP – SPÖ                              |
| Regierung Klaus I                            | 2. Apr. 1964                           | 25. Okt. 1965                          | 19. Apr. 1966                          | 747 Tage (2,05 Jahre)                  | –                                      | –                                      | ÖVP – SPÖ                              |
| Regierung Klaus II                           | 19. Apr. 1966                          | 3. März 1970                           | 21. Apr. 1970                          | 1463 Tage (4,01 Jahre)                 | 6. März 1966                           | 44 Tage                                | ÖVP                                    |
| Regierung Kreisky I 3)                       | 21. Apr. 1970                          | 19. Okt. 1971                          | 4. Nov. 1971                           | 562 Tage (1,54 Jahre)                  | 1. März 1970                           | 51 Tage                                | SPÖ                                    |
| Regierung Kreisky II                         | 4. Nov. 1971                           | 8. Okt. 1975                           | 28. Okt. 1975                          | 1454 Tage (3,98 Jahre)                 | 10. Okt. 1971                          | 25 Tage                                | SPÖ                                    |
| Regierung Kreisky III                        | 28. Okt. 1975                          | 9. Mai 1979                            | 5. Juni 1979                           | 1316 Tage (3,61 Jahre)                 | 5. Okt. 1975                           | 23 Tage                                | SPÖ                                    |
| Regierung Kreisky IV                         | 5. Juni 1979                           | 26. Apr. 1983                          | 24. Mai 1983                           | 1449 Tage (3,97 Jahre)                 | 6. Mai 1979                            | 30 Tage                                | SPÖ                                    |
| Regierung Sinowatz                           | 24. Mai 1983                           | 16. Juni 1986                          | –                                      | 1119 Tage (3,07 Jahre)                 | 24. Apr. 1983                          | 30 Tage                                | SPÖ – FPÖ                              |
| Regierung Vranitzky I                        | 16. Juni 1986                          | 25. Nov. 1986                          | 21. Jän. 1987                          | 219 Tage (0,60 Jahre)                  | –                                      | –                                      | SPÖ – FPÖ                              |
| Regierung Vranitzky II                       | 21. Jän. 1987                          | 9. Okt. 1990                           | 17. Dez. 1990                          | 1426 Tage (3,91 Jahre)                 | 23. Nov. 1986                          | 59 Tage                                | SPÖ – ÖVP                              |
| Regierung Vranitzky III                      | 17. Dez. 1990                          | 11. Okt. 1994                          | 29. Nov. 1994                          | 1443 Tage (3,95 Jahre)                 | 7. Okt. 1990                           | 71 Tage                                | SPÖ – ÖVP                              |
| Regierung Vranitzky IV                       | 29. Nov. 1994                          | 18. Dez. 1995                          | 12. März 1996                          | 469 Tage (1,28 Jahre)                  | 9. Okt. 1994                           | 51 Tage                                | SPÖ – ÖVP                              |
| Regierung Vranitzky V                        | 12. März 1996                          | 20. Jän. 1997                          | 28. Jän. 1997                          | 322 Tage (0,88 Jahre)                  | 17. Dez. 1995                          | 86 Tage                                | SPÖ – ÖVP                              |
| Regierung Klima                              | 28. Jän. 1997                          | 5. Okt. 1999                           | 4. Feb. 2000                           | 1102 Tage (3,02 Jahre)                 | –                                      | –                                      | SPÖ – ÖVP                              |
| Regierung Schüssel I                         | 4. Feb. 2000                           | 28. Nov. 2002                          | 28. Feb. 2003                          | 1120 Tage (3,07 Jahre)                 | 3. Okt. 1999                           | 124 Tage                               | ÖVP – FPÖ                              |
| Regierung Schüssel II 4)                     | 28. Feb. 2003                          | 3. Okt. 2006                           | 11. Jän. 2007                          | 1413 Tage (3,87 Jahre)                 | 24. Nov. 2002                          | 96 Tage                                | ÖVP – FPÖ/BZÖ 4)                       |
| Regierung Gusenbauer                         | 11. Jän. 2007                          | 2. Dez. 2008                           | –                                      | 691 Tage (1,89 Jahre)                  | 1. Okt. 2006                           | 102 Tage                               | SPÖ – ÖVP                              |
| Regierung Faymann I                          | 2. Dez. 2008                           | 1. Okt. 2013                           | 16. Dez. 2013                          | 1840 Tage (5,04 Jahre)                 | 28. Sep. 2008                          | 65 Tage                                | SPÖ – ÖVP                              |
| Regierung Faymann II                         | 16. Dez. 2013                          | 9. Mai 2016                            | 17. Mai 2016                           | 883 Tage (2,42 Jahre)                  | 29. Sep. 2013                          | 78 Tage                                | SPÖ – ÖVP                              |
| Regierung Kern                               | 17. Mai 2016                           | 17. Okt. 2017                          | 18. Dez. 2017                          | 580 Tage (1,59 Jahre)                  | –                                      | –                                      | SPÖ – ÖVP                              |
| Regierung Kurz I 5)                          | 18. Dez. 2017                          | 28. Mai 2019 6)                        | –                                      | 526 Tage (1,44 Jahre)                  | 15. Okt. 2017                          | 64 Tage                                | ÖVP – FPÖ ÖVP – Experten 5)            |
| Einstweilige Bundesregierung Löger *) 6)     | 28. Mai 2019                           | –                                      | 3. Juni 2019 *)                        | 6 Tage (0,02 Jahre)                    | –                                      | –                                      | ÖVP – Experten 6)                      |
| Regierung Bierlein 7)                        | 3. Juni 2019                           | 1. Okt. 2019                           | 7. Jän. 2020                           | 218 Tage (0,60 Jahre)                  | –                                      | –                                      | Beamte                                 |
| Regierung Kurz II                            | 7. Jän. 2020                           | 11. Okt. 2021 8)                       | –                                      | 643 Tage (1,76 Jahre)                  | 29. Sep. 2019                          | 100 Tage                               | ÖVP – GRÜNE                            |
| Regierung Schallenberg                       | 11. Okt. 2021                          | 6. Dez. 2021                           | –                                      | 56 Tage (0,19 Jahre)                   | –                                      | –                                      | ÖVP – GRÜNE                            |
| Regierung Nehammer                           | 6. Dez. 2021                           | 2. Okt. 2024                           | 10. Jän. 2025                          | 1131 Tage (3,10 Jahre)                 | –                                      | –                                      | ÖVP – GRÜNE                            |
| Einstweilige Bundesregierung Schallenberg *) | 10. Jän. 2025                          | -                                      | 3. März 2025                           | 52 Tage (0,14 Jahre)                   | –                                      | –                                      | ÖVP – GRÜNE                            |
| Bundesregierung Stocker                      | 3. März 2025                           |                                        |                                        | lfd.                                   | 29. Sep 2024                           | 155 Tage                               | ÖVP – SPÖ – NEOS                       |